# Uromys porculus
Uromys porculus är en däggdjursart som beskrevs av Thomas 1904. Uromys porculus ingår i släktet nakensvansade råttor och familjen råttdjur. Inga underarter finns listade.
Denna gnagare blev beskriven efter en enda individ som fångades under 1880-talet på ön Guadalcanal som tillhör Salomonöarna. Sedan dess gjordes inga fler bekräftade fynd och det antas att djuret är utdött. En forskare som besökte ön 1989 iakttog ett råttdjur som kan vara Uromys porculus. Observationen gjordes i tropisk regnskog nära en grotta men iakttagelsen kan inte heller betraktas som verifiering. IUCN kategoriserar arten globalt som akut hotad.